# Chiese suburbane berlinesi
Per chiese suburbane berlinesi (ted.: Berliner Vorstadtkirchen), o chiese suburbane di Schinkel (Schinkelsche Vorstadtkirchen) si indicano 4 chiese della città tedesca di Berlino, costruite dall'architetto Karl-Friedrich Schinkel negli anni trenta del XIX secolo. Furono costruite per servire i nuovi quartieri a nord del centro storico, sviluppatisi a seguito della crescita industriale e demografica.

## Storia

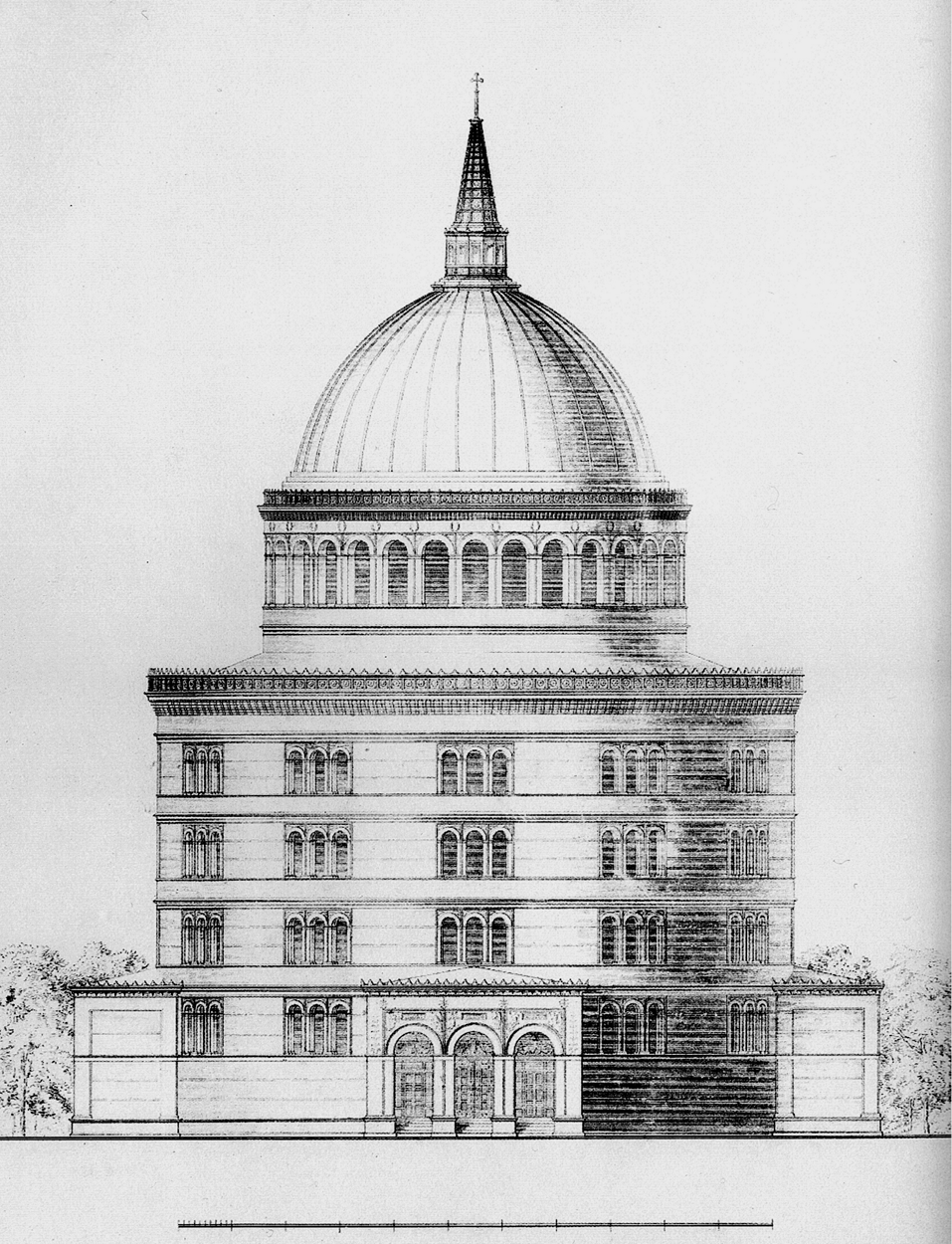
Progetto di Schinkel del 1828 per una chiesa con cupola

Il re prussiano Federico Guglielmo III pensò in origine di far costruire due grandi chiese, con capienza di 2.500-3.000 persone, addirittura maggiori del Duomo e della chiesa di Friedrichswerder. L'architetto Karl-Friedrich Schinkel fu incaricato del progetto nel 1828, e propose di costruire 5 chiese più piccole, di cui una di strana forma cilindrica sormontata da una cupola.
Nel 1832, completata la prima chiesa (la Elisabethkirche), che era risultata troppo costosa, si decise di costruire solo altre 3 chiese, in veste più modesta, che furono completate nel 1835.

## Architettura
Poiché il re intendeva far costruire edifici spartani per il proletariato berlinese, tutte le 4 chiese furono progettate sulla stessa tipologia di edificio a navata unica, senza torri né decorazioni elaborate. Schinkel decise di utilizzare stili diversi (dal neoclassico al neoromanico), per evitare la monotonia, pur nella ristrettezza di risorse.

## Galleria d'immagini

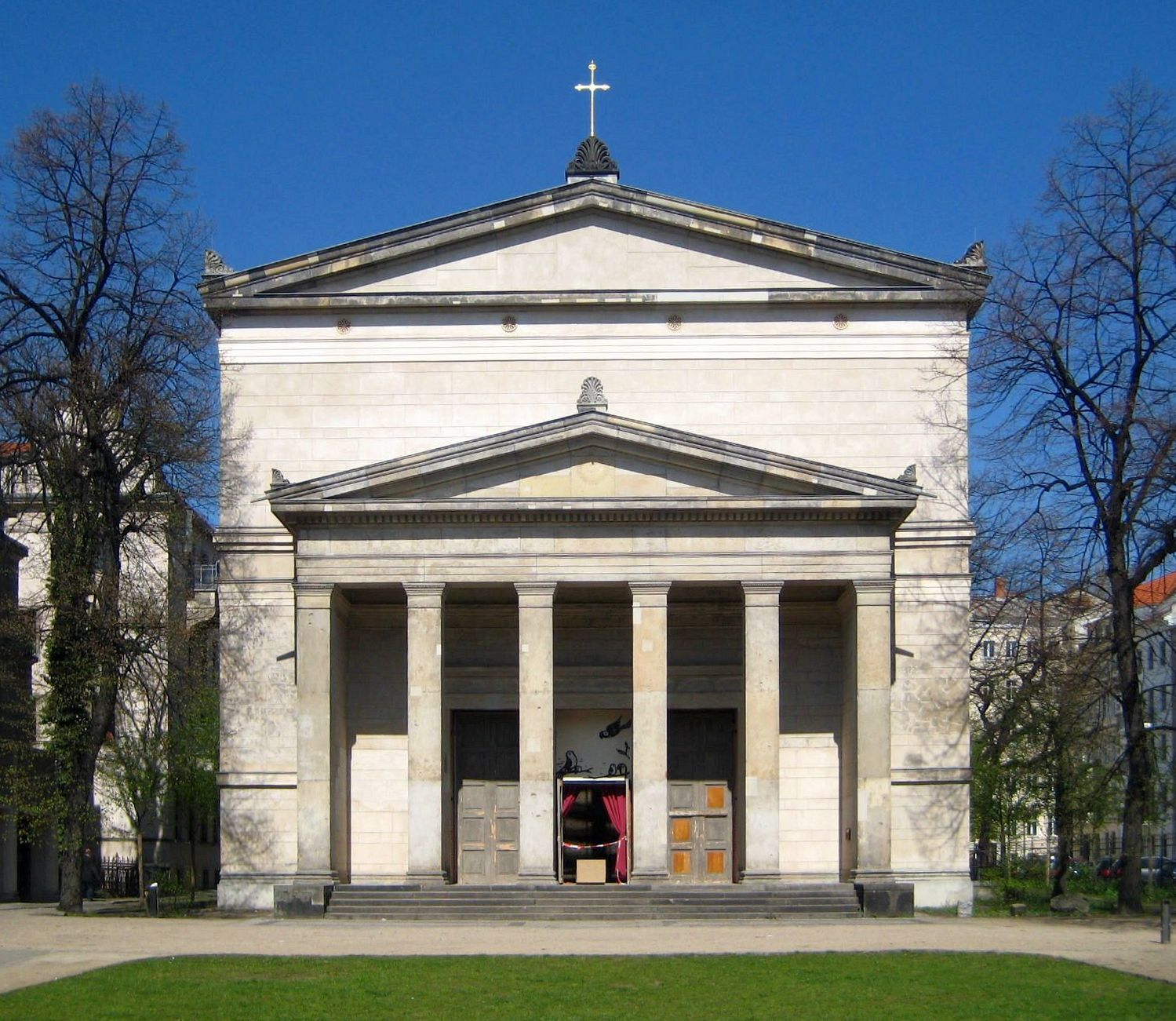
Elisabethkirche
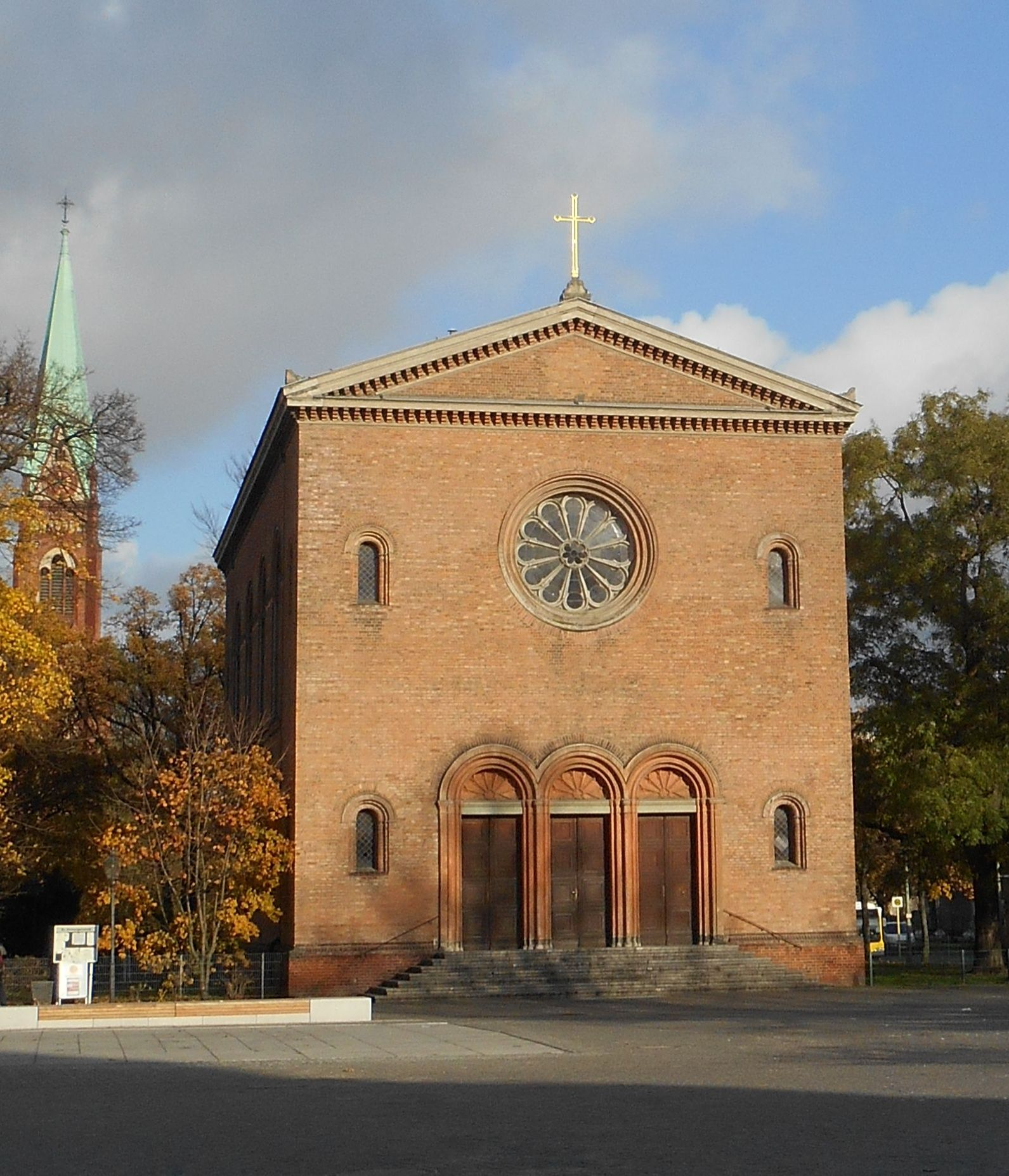
Nazarethkirche
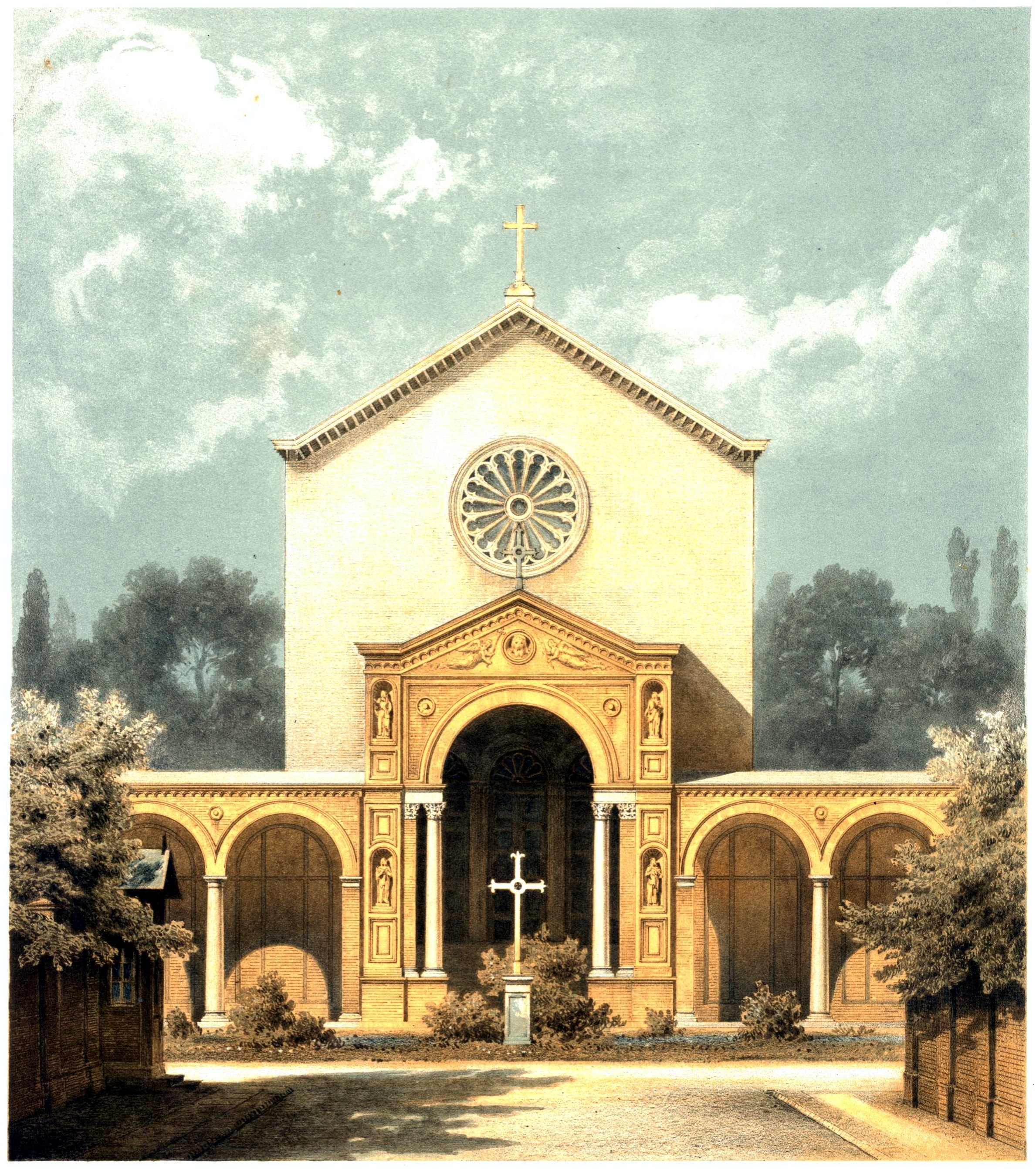
Johanniskirche
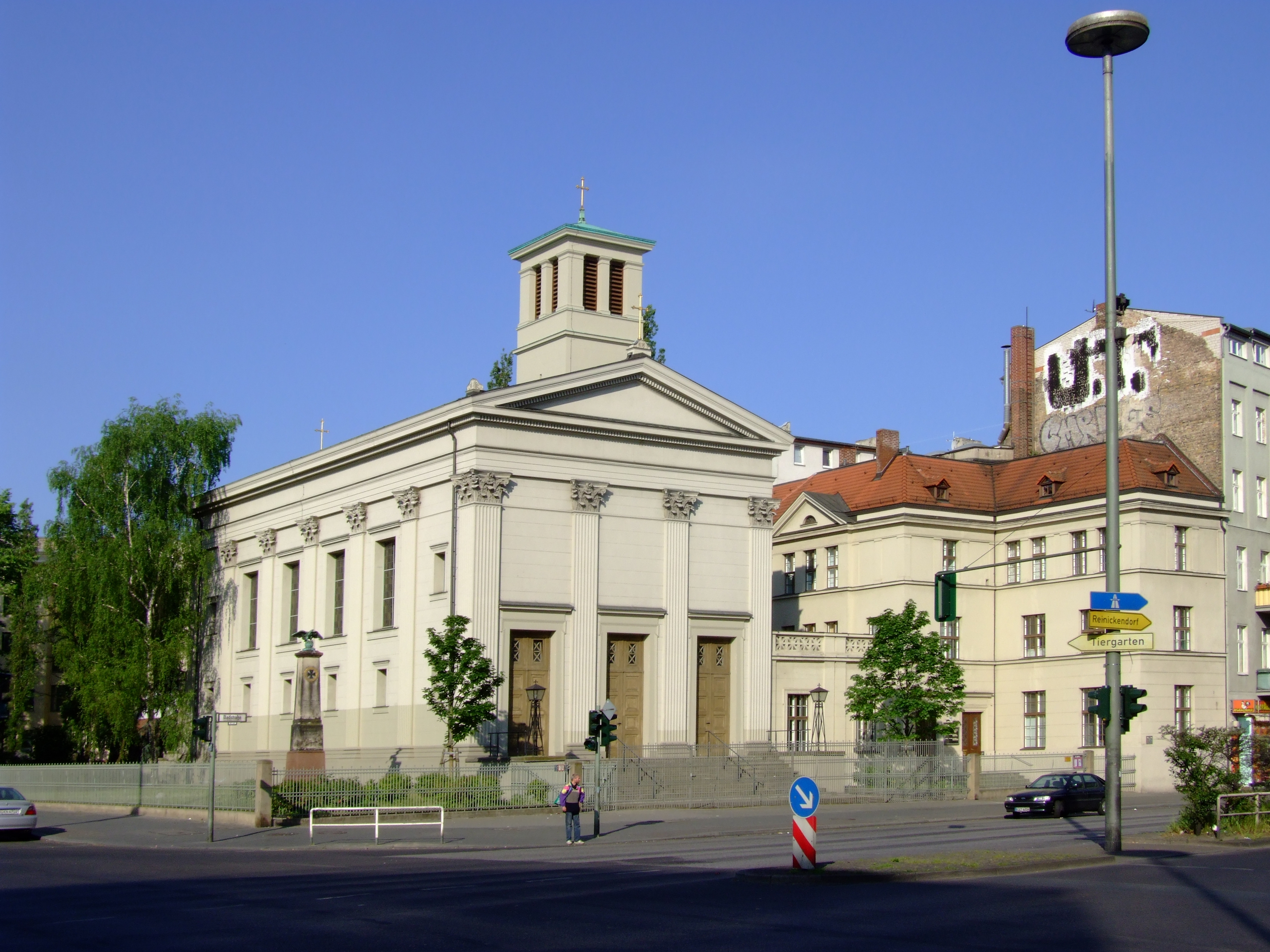
Paulskirche